# Arctosaurus osborni
Arctosaurus osborni (лат.) — вид вымерших пресмыкающихся из инфракласса архозавроморф, живших в верхнетриасовой эпохе на территории современной Канады. Типовой и единственный вид в роде Arctosaurus. 

## История изучения
Новые вид и род описаны А. Л. Адамсом в 1875 году по голотипу NMI 62 1971 — фрагменту шейного позвонка, найденному на острове Камерон (Канада), в верхнетриасовых отложениях формации Хайберг. Родовое название дано по месту обнаружения образца, Arctosaurus буквально — «арктический ящер».
Положение рода в классе пресмыкающихся не отличалось постоянством — его определяли как представителя таксонов Sauria, черепах Cryptodira, динозавров Anchisauridae, Thecodontosauridae, Theropoda и Saurischia, а также архозавроморф Trilophosauridae.
Исследование 2007 года показало, что общие с тероподами черты распространены среди нескольких групп рептилий верхнего триаса, поэтому из-за ограниченности материала точно можно определить лишь то, что Arctosaurus относится к кладе Archosauriformes, поэтому ему присвоили статус nomen dubium.
В 2016 году были найдены новые ископаемые остатки, принадлежащие Arctosaurus osborni, которые позволили перевести род и вид в статус валидных таксонов, а также определить его систематическое положение — инфракласс архозавроморф. 